# Zona Franca (Barcelona)
Die Zona Franca in Barcelona (auch Katalanisch Polígon Industrial de la Zona Franca) ist ein Industrie- und Logistikbezirk im Stadtbezirk Sants-Montjuïc. Mit ihm verbunden sind der Parc Logístic de Actividades Logísticas (Spanisch Zona Franca de Actividades Logísticas). Die Zona Franca liegt strategisch günstig zwischen dem Hafen und dem Flughafen von Barcelona und wird unter anderem von der Autovia C-31 begrenzt.
Angrenzende Städte sind El Prat de Llobregat und L’Hospitalet de Llobregat. Die im Bau befindliche Linie L9 der Metro Barcelona wird zur Zona Franca geführt und wird diese mit der Innenstadt und dem weiteren Stadtgebiet verbinden.

## Unternehmen in der Zona Franca
- In der Zona Franca wurde eine der ersten Pkw-Fabriken Spaniens durch die 1950 gegründete SEAT im Jahre 1953 fertiggestellt und nahm die Produktion auf. Als erstes lief dort der SEAT 1400 A vom Band. 5 Fahrzeugmodelle wurden von fast 1000 Arbeitern pro Tag gefertigt. Nach der Übernahme von SEAT durch die Volkswagen AG wurde die Produktion zum neuen Stammsitz in Martorell verlegt. Heute (August 2011) wurden in den Hallen von SEAT von zirka 1200 Arbeitnehmern lediglich Blechteile für vier Modelle gestanzt.
- Eine Besonderheit ist eine Sammlung der Firma SEAT im Gebäude 122, welche sämtliche von der Firma bisher hergestellten Fahrzeuge und Prototypen enthält. 2011 waren die konservierten Fahrzeuge für die Öffentlich nicht zugänglich.[1]
- Das Unternehmen Nissan Motor Ibérica hat seinen Sitz in der Zona Franca und produziert hier das Modell Nissan Pathfinder.
- Die spanische Tochterfirma Bruguer des Weltkonzerns AkzoNobel hat in der Zona Franca einen ihrer drei Standorte für die Produktion von Farben.
- Die Firma Abertis (Abertis Infrastructuras, SA) betreibt die Zona Franca und hat hier ihren Sitz.